# Llista d'exposicions temporals del Museu Picasso

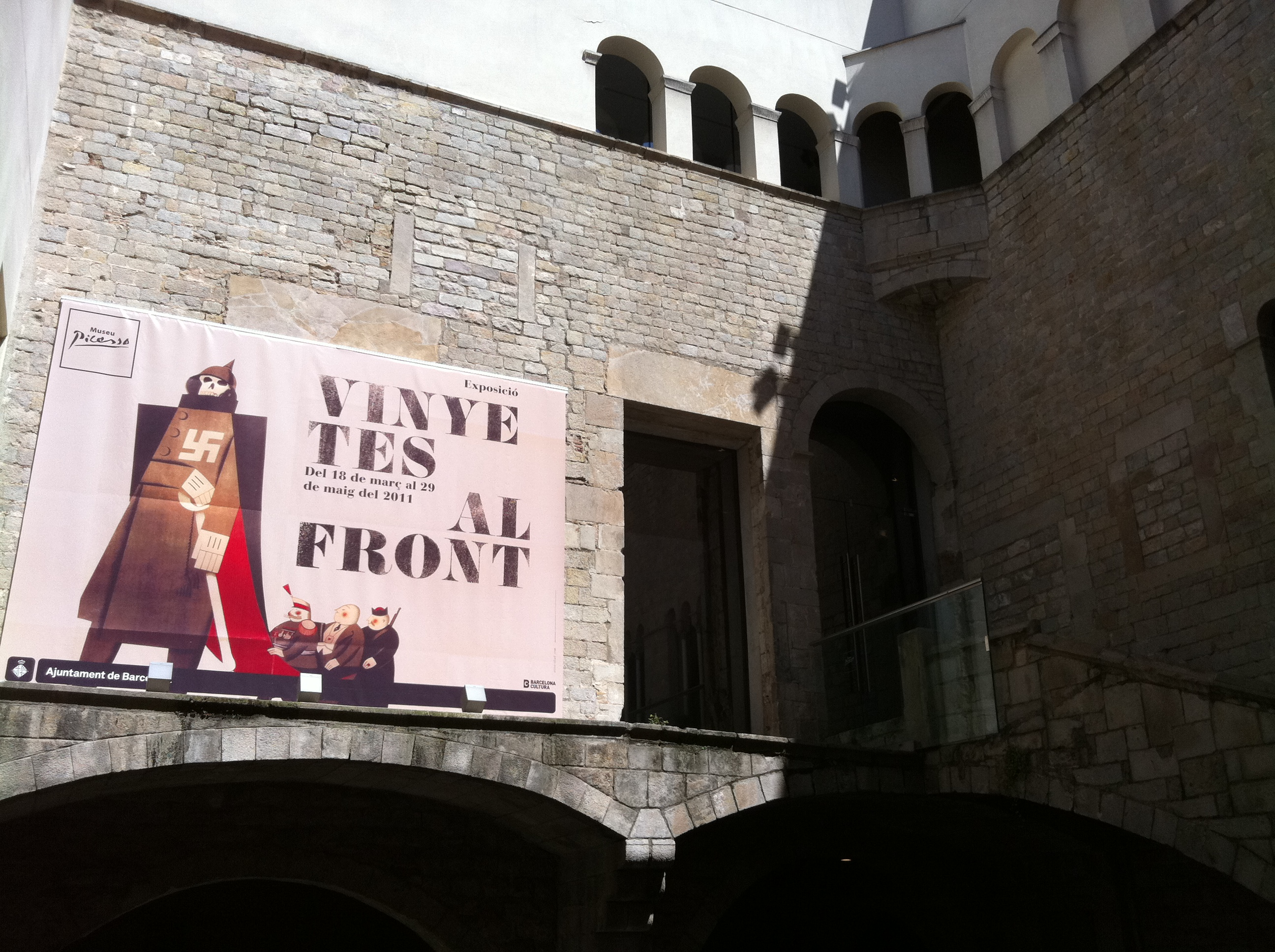
Exposició temporal Vinyetes al Front al Museu Picasso, realitzada el 2011.

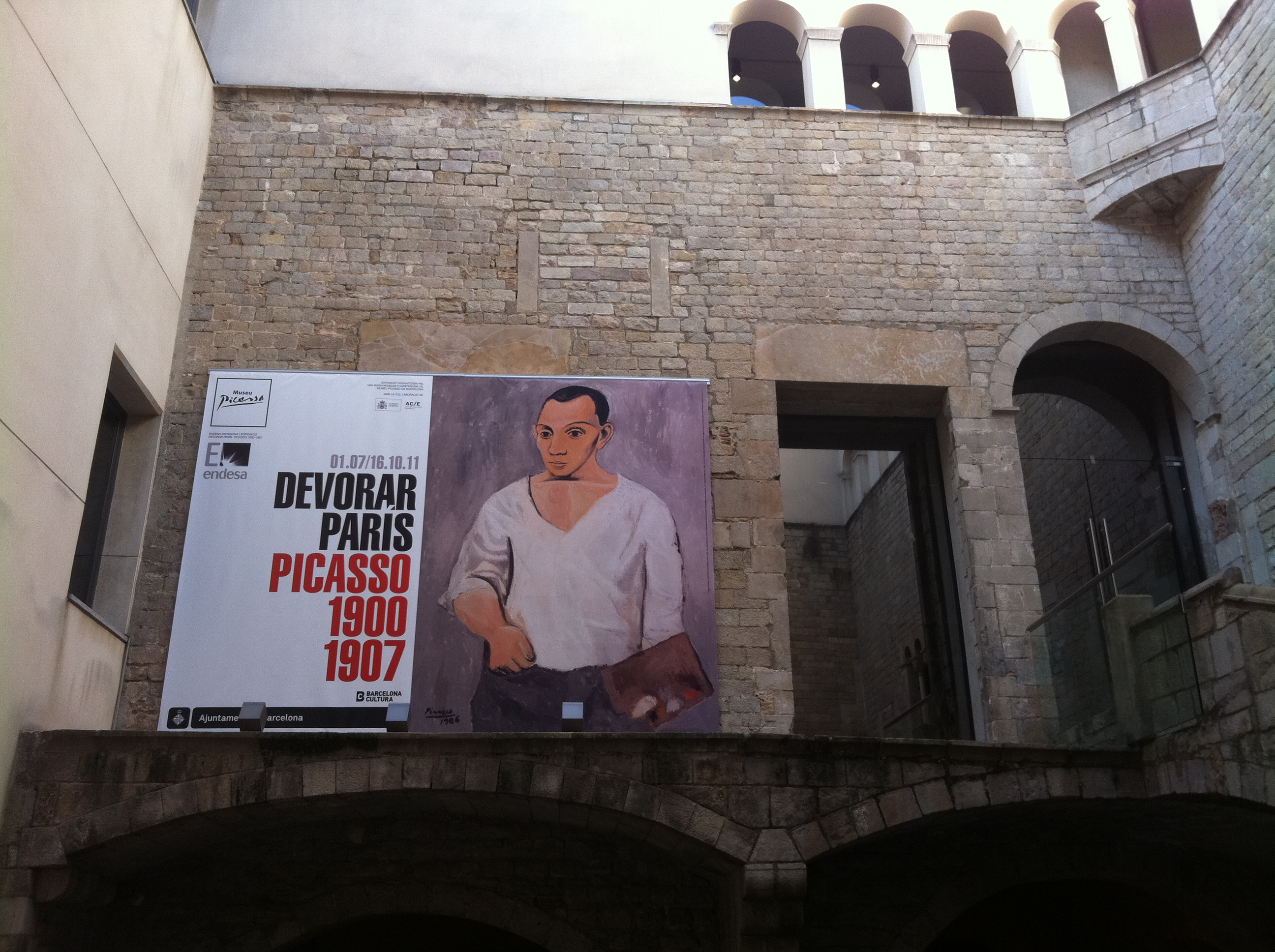
Exposició temporal Devorar París, realitzada el 2011.

Llistat de les exposicions temporals realitzades al Museu Picasso de Barcelona.
| Any  | Títol                                                                                      | Inici      | Fi         |
| ---- | ------------------------------------------------------------------------------------------ | ---------- | ---------- |
| 1971 | Obres de Picasso de la Col·lecció Hugué                                                    | 25/10/1971 | 31/10/1971 |
| 1972 | Exposició de llibres amb gravats originals de Picasso                                      | 25/10/1972 | 25/11/1972 |
| 1973 | Picasso i la família Reventós                                                              | 15/02/1973 | 14/03/1973 |
| 1977 | Picasso                                                                                    | 05/12/1977 | 10/01/1978 |
| 1978 | Picasso i els segells                                                                      | 29/09/1978 | 08/10/1978 |
| 1979 | Picasso eròtic                                                                             | 27/02/1979 | 31/05/1979 |
| 1982 | Picasso 1881-1973. Exposició antològica                                                    | 11/01/1982 | 28/02/1982 |
| 1982 | Retrat de Picasso. Fotografies de Roberto Otero                                            | 21/12/1982 | 13/03/1983 |
| 1984 | Picasso. Els cent-cinquanta-sis llibres il·lustrats                                        | 21/09/1984 | 05/12/1984 |
| 1984 | Tauromàquia                                                                                | 22/11/1984 | 31/01/1985 |
| 1986 | Paul Klee dibuixant. Obres del període de la Bauhaus                                       | 20/05/1986 | 20/07/1986 |
| 1986 | Georges Braque, 1882-1963                                                                  | 27/11/1986 | 25/01/1987 |
| 1987 | De Marées a Picasso. Obres mestres del Museu Von der Heydt de Wuppertal                    | 13/02/1987 | 03/05/1987 |
| 1987 | Oskar Kokoschka                                                                            | 10/12/1987 | 10/04/1988 |
| 1988 | Les Demoiselles d'Avignon                                                                  | 12/05/1988 | 17/07/1988 |
| 1988 | Henri Matisse. Pintures i dibuixos dels Museus Puixkin de Moscou i l'Ermitage de Leningrad | 12/10/1988 | 11/12/1988 |
| 1989 | Picasso linogravador                                                                       | 20/01/1989 | 28/02/1989 |
| 1989 | Henri Laurens 1885-1954. Escultures i dibuixos                                             | 15/03/1989 | 18/06/1989 |
| 1989 | Odilon Redon (1840-1916). La col·lecció Ian Woodner                                        | 07/11/1989 | 07/01/1990 |
| 1990 | Cubisme a Praga. Obres de la Galeria nacional                                              | 20/02/1990 | 29/04/1990 |
| 1990 | De Pablo a Jacqueline. Pintures, dibuixos, escultures i obra gràfica, 1954-1971            | 17/10/1990 | 27/01/1991 |
| 1992 | Picasso 1905-1906. De l'època rosa als ocres de Gósol                                      | 06/02/1992 | 19/04/1992 |
| 1992 | Max Ernst. Obra gràfica i llibres il·lustrats                                              | 20/05/1992 | 20/09/1992 |
| 1992 | Jawlensky                                                                                  | 26/06/1992 | 27/09/1992 |
| 1992 | Pablo Picasso. Col·lecció Ludwig                                                           | 11/11/1992 | 31/01/1993 |
| 1993 | Picasso. El tricorn                                                                        | 25/02/1993 | 25/04/1993 |
| 1993 | Malevich. Col·lecció del Museu Estatal Rus (Sant Petersburg)                               | 23/04/1993 | 06/06/1993 |
| 1993 | Picasso. Toros i toreros                                                                   | 04/10/1993 | 09/01/1994 |
| 1994 | L'avantguarda russa 1905-1925. Col·leccions dels museus de Rússia                          | 23/03/1994 | 26/06/1994 |
| 1994 | Picasso: paisatges, 1890-1912                                                              | 09/11/1994 | 12/02/1995 |
| 1995 | Tatlin                                                                                     | 05/04/1995 | 25/06/1995 |
| 1995 | Picasso i Els 4 Gats                                                                       | 18/11/1995 | 11/02/1996 |
| 1996 | Futurisme, 1909-1916                                                                       | 08/05/1996 | 21/07/1996 |
| 1996 | Picasso i el teatre: Parade, Pulcinella, Cuadro flamenco, Mercure                          | 20/11/1996 | 23/02/1997 |
| 1997 | André Derain, 1904-1921                                                                    | 18/03/1997 | 29/06/1997 |
| 1997 | Picasso. La fàbrica de dibuixos, 1890-1904                                                 | 25/10/1997 | 25/01/1998 |
| 1998 | Egon Schiele. Col·lecció Leopold                                                           | 17/02/1998 | 31/05/1998 |
| 1998 | Picasso. Gravats, 1900-1942                                                                | 04/12/1998 | 04/04/1999 |
| 1999 | Raoul Dufy. 1877-1953                                                                      | 30/04/1999 | 11/07/1999 |
| 1999 | Picasso: Paisatge interior i exterior                                                      | 26/10/1999 | 31/01/2000 |
| 2000 | Steinlen i l'època del 1900                                                                | 29/01/2000 | 28/05/2000 |
| 2000 | Robert / Sonia Delaunay                                                                    | 20/10/2000 | 21/02/2001 |
| 2001 | Albert Gleizes, el cubisme en majestat                                                     | 29/03/2001 | 05/08/2001 |
| 2001 | Picasso eròtic                                                                             | 26/10/2001 | 20/01/2002 |
| 2002 | París-Barcelona, 1888-1936                                                                 | 28/02/2002 | 26/05/2002 |
| 2002 | Col·lecció Jean Planque: la novel·la d'un col·leccionista                                  | 10/10/2002 | 05/01/2003 |
| 2003 | Picasso: de la caricatura a les metamorfosis d'estil                                       | 18/02/2003 | 18/05/2003 |
| 2003 | Torres García                                                                              | 25/11/2003 | 11/04/2004 |
| 2004 | Picasso, guerra i pau                                                                      | 25/05/2004 | 26/09/2004 |
| 2004 | Magnelli. Entre el cubisme i el futurisme                                                  | 28/10/2004 | 03/02/2005 |
| 2005 | Jean Hélion                                                                                | 18/03/2005 | 19/06/2005 |
| 2005 | Llibres il·lustrats per Picasso                                                            | 11/11/2005 | 08/01/2006 |
| 2006 | Picasso. La passió del dibuix                                                              | 09/02/2006 | 07/05/2006 |
| 2006 | Roger De La Fresnaye 1885-1925. Cubisme i tradició                                         | 02/03/2006 | 05/06/2006 |
| 2006 | Els Picassos d'Antibes                                                                     | 06/07/2006 | 15/10/2006 |
| 2006 | La col·lecció del museu. Una nova mirada                                                   | ?          | 07/01/2007 |
| 2006 | Picasso i el circ                                                                          | 16/11/2006 | 18/02/2007 |
| 2007 | Lee Miller. Picasso en privat                                                              | 01/06/2007 | 16/09/2007 |
| 2007 | Picasso i la seva col·lecció                                                               | 20/12/2007 | 30/03/2008 |
| 2008 | Oblidant Velázquez. Las Meninas                                                            | 16/05/2008 | 28/09/2008 |
| 2008 | Objectes vius. Figura i natura morta en Picasso                                            | 21/11/2008 | 01/03/2009 |
| 2009 | Kess Van Dongen                                                                            | 11/06/2009 | 27/09/2009 |
| 2009 | Picasso fotògraf d'Horta. Instantànies del cubisme. 1909"                                  | 22/10/2009 | 13/12/2009 |
| 2010 | Imatges Secretes. Picasso i l'estampa eròtica japonesa                                     | 05/11/2009 | 14/02/2010 |
| 2010 | Rodney Graham: Possible Abstractions"                                                      | 29/01/2010 | 18/05/2010 |
| 2010 | Picasso vs. Rusiñol                                                                        | 28/05/2010 | 05/09/2010 |
| 2010 | Picasso davant Degas                                                                       | 15/10/2010 | 16/01/2011 |
| 2010 | Ciència i Caritat al descobert                                                             | 30/11/2010 | 20/02/2011 |
| 2011 | Vinyetes al Front                                                                          | 18/03/2011 | 29/05/2011 |
| 2011 | Devorar París. Picasso 1900-1907                                                           | 01/07/2011 | 16/10/2011 |
| 2011 | Picasso 1936. Empremtes d'una exposició                                                    | 30/11/2011 | 19/02/2012 |
| 2012 | Un collage abans del collage                                                               | 06/03/2012 | 03/06/2012 |
| 2012 | Economia: Picasso                                                                          | 25/05/2011 | 02/09/2012 |
| 2012 | Vilató 1921-2000. Barcelona-París. Un camí de llibertat                                    | 17/05/2012 | 11/11/2012 |
| 2012 | Ceràmiques de Picasso. Un regal de Jacqueline a Barcelona                                  | 26/10/2012 | 01/04/2013 |
| 2013 | El Museu Picasso, 50 anys a Barcelona. Els orígens                                         | 09/03/2013 | 09/06/2013 |
| 2013 | Yo Picasso. Autoretrats                                                                    | 31/05/2013 | 01/09/2013 |
| 2013 | El Museu Picasso, 50 anys a Barcelona. La col·lecció                                       | 04/07/2013 | 24/11/2013 |
| 2013 | Viatge a través del blau: La Vida                                                          | 11/10/2013 | 19/01/2014 |
| 2013 | La donació de David Douglas Duncan                                                         | 25/10/2013 | 19/01/2014 |
| 2014 | El Museu Picasso, 50 anys a Barcelona. Les exposicions                                     | 16/01/2014 | 27/04/2014 |
| 2014 | Post-Picasso. Reaccions contemporànies                                                     | 06/03/2014 | 29/06/2014 |
| 2014 | Paisatges de Barcelona                                                                     | 29/05/2014 | 14/09/2014 |